# Gerbillus hesperinus
Gerbillus hesperinus és una espècie de mamífer rosegador de la família dels múrids. És endèmic del territori del voltant d'Essaouira, a la costa atlàntica del Marroc i prop de l'extrem occidental de l'Atles. El seu hàbitat natural són les zones costaneres de sòl sorrenc. Està amenaçat per la pertorbació del seu medi pel desenvolupament turístic, especialment durant la temporada estival.